# Сюй Цзинлэй
Сюй Цзинлэй (кит. упр. 徐静蕾, пиньинь Xú Jìnglěi, 16 апреля 1974 года, Пекин) — китайская киноактриса, сценарист, режиссёр.

## Биография
Закончила Пекинскую киноакадемию в 1997 году. Наряду с Чжао Вэй, Чжоу Сюнь, Чжан Цзыи входит в число наиболее популярных киноактрис Китая. К тому же она издает сетевой журнал Kaila (开啦), выступает как активный блогер. 

## Актёрские работы
- 1997: Пряный суп любви
- 1998: Властелины стихий (Эндрю Лау)
- 2002: Весеннее метро (премия Золотой петух лучшей актрисе второго плана, Сто цветов лучшей актрисе)
- 2003: Я люблю тебя (Чжан Юань, Huabiao Film Awards лучшей актрисе)
- 2003: Героический дуэт (Бенни Чан)
- 2003: Мой отец и я (премия зрительских симпатий Chinese Film Media)
- 2004: Письмо незнакомки
- 2006: Признания боли (Эндрю Лау, Алан Мак)
- 2007: Полководцы (Питер Чан)
- 2009: Инцидент Синдзюку (Дерек Эр)
- 2010: Вперед, Лала
- 2011: Вечный момент
- 2011: Близкий враг
- 2013: Лучше и лучше

## Режиссёрские и сценарные работы
- 2003: Мой отец и я (премии Chinese Film Media за лучший сценарий и лучшую работу молодого режиссёра, премия Золотой петух лучшему молодому режиссёру)
- 2004: Письмо незнакомки (также продюсер; по мотивам новеллы Ст. Цвейга, номинация на Золотую раковину и Серебряная раковина лучшему режиссёру МКФ в Сан-Себастьяне)
- 2010: Вперед, Лала (премия Гильдии кинорежиссёров Китая лучшему молодому режиссёру)
- 2011: Близкий враг (также продюсер)

## Признание
Премия Гонконгского общества кинооператоров самой харизматичной актрисе (2007).